# Răsmirești (gmina)
Răsmirești – gmina w Rumunii, w okręgu Teleorman. Obejmuje miejscowości Ludăneasca i Răsmirești. W 2011 roku liczyła 993 mieszkańców. 